# Museu Osamu Tezuka
O Museu Osamu Tezuka (宝塚市立手塚治虫記念館, Takarazuka shiritsu Tezuka Osamu Kinenkan) é um museu dedicado às obras (manga e animé) de Osamu Tezuka. Foi fundado a 25 de abril de 1994 em Takarazuka, Hyōgo, no Japão.

## Coleções
O museu de 1 400 m² tem três andares. No subsolo, há uma fábrica de desenhos onde visitantes fazem suas próprias animações, para além de uma maqueta da cidade de Takarazuka e uma réplica da mesa em que Osamu Tezuka trabalhava.
No andar térreo, no caminho antes da entrada do prédio, encontram-se imitações das mãos e pés de diversas personagens de Tezuka (como num verdadeiro passeio da fama) e do lado de dentro, no hall de entrada, réplicas da mobília de "A Princesa e o Cavaleiro". No mesmo andar, encontra-se uma exposição permanente de mangas e uma sala para a exibição de animés. A exposição é dividida em duas partes: A cidade de Takarazuka e Osamu Tezuka, o autor.
No primeiro andar, são realizadas as exposições temáticas, com uma biblioteca com quinhentas obras de Tezuka, uma videoteca e uma sala de descanso com a decoração inspirada em "Kimba, o Leão Branco".
Há ainda um observatório de vidro que representa o planeta Terra, e é baseado em um livro escrito por Tezuka em sua infância chamado "Salvem a Terra de Vidro".
A sensibilidade de Tezuka Osamu foi estabelecida durante seus anos susceptíveis de juventude em Takarazuka. A ideia de futurismo aparece em Astro Boy e é claramente presente. 
Ele também experimentou a segunda guerra mundial em Takarazuka. Muitos dos temas de de contradições, irracionalidade, e saudade da paz- foram tratados em suas obras que originaram de suas experiências. 
Em 1994 Tezuka Osamu Manga Museum foi estabelecido em Takarazuka, o lugar que lhe deu temas subjacentes nas suas obras para comemorar suas grandes conquistas.